# Отровносеменна байонела
Отровносеменната байонела, също моаби (Baillonella toxisperma) е дървесен вид от семейство Сапотови и единственият вид в рода Baillonella. Среща се в Ангола, Камерун, Република Конго, Демократична република Конго, Габон и Нигерия. Естественото му местообитание са субтропичните или тропическите влажни равнинни гори. Застрашен е от загуба на местообитания. Ядковото масло от дървото моаби е ключов компонент от прехраната на бака и други местни хора.

## Запазване
Отровносеменната байонела намалява в големи части от ареала си поради прекомерна експлоатация, тъй като е едновременно силно желана твърда дървесина за международен износ и източник на ценено от местното население ядивно масло. Въпреки че са налице ограничения за сеч с минимален диаметър, видът изглежда е в упадък и е класифициран като уязвим от IUCN. Търговецът на строителни продукти The Home Depot е включил моаби в своя списък със застрашени твърди дървета, които няма да се доставят от компанията, и се ангажира вече да не продава продукти, направени от такава дървесина.